# Sophie Kloerss
Sophie Julie Wilhelmine Kloerss (auch Kloerß, geborene Kessler; * 5. Januar  1866 in Wandsbek; † 31. Januar 1927 in Schwerin) war eine deutsche Schriftstellerin.

## Leben
Sophie Kloerss war die Tochter des Großkaufmanns Heinrich Wilhelm Kessler (1819–1871), Mitinhaber der Hamburger Importfirma Zipperling, Kessler & Co und dessen aus Rahlstedt stammender Frau Sophie Elisabeth Johanna, geborene Dittmer (1827–1872). Sie wuchs mit fünf Geschwistern auf und wurde mit sechs Jahren Vollwaise. Ihre Jugendzeit verbrachte sie in Hamburg, Berlin und Thüringen unter der Obhut der Großeltern.
Sie heiratete 1895 den Oberlehrer Heinrich (Joachim Simon) Kloerss (* 1864) aus Elmenhorst bei Rostock, lebte erst in Berlin, um 1898 in Rostock und kam 1903 nach Schwerin. Hier wirkte ihr Mann am neu erbauten Realgymnasium als Altphilologe.
Sophie Kloerss begann mit 21 Jahren, Romane und Jugenderzählungen zu schreiben. Diese, teils den Backfischromanen zuzuordnenden Werke, wurden u. a. in der Kränzchen-Bibliothek und in Der Gute Kamerad veröffentlicht. Sie errang bei den Kölner Blumenspielen mit ihren Gedichten Lieder und Balladen fünfmal die silberne Lilie, erstmals mit ihrer in Wismar spielenden Ballade Lachender Tod. Ihre eigenen Erfahrungen als Ehefrau, Mutter und Schriftstellerin schilderte sie in der autobiographischen Erzählung Mutter sein. In ihren späteren Jahren entstanden Romane, die in Mecklenburg, später auch in Schleswig-Holstein und auf den friesischen Inseln angesiedelt waren.
Im Hamburger Stadtteil Jenfeld ist der Sophie-Kloers-Weg nach der Schriftstellerin benannt.

## Werke (Auswahl)
Die Werke erschienen zum Teil unter dem Pseudonym Wilhelm von der Mühle
Gedichte:
- Wilhelm von der Mühle: Eine alte Mär. Komponiert für gemischten Chor und Orchester oder Klavier, OP. 65, von Max Meyer-Olbersleben, Gebrüder Hug & Co., Leipzig 1901. (thulb.uni-jena.de)
- Lieder und Balladen. Stiller, Schwerin 1909.

Erzählungen:
- Der Dom zu Köln, Die Roßtrappe, Fata Morgana. Schlüter, Altona 1887.
- Hamburger Blut. Erzählung. Hillger, Berlin/Leipzig 1909.
- Margarethe von Bützow. Eine wahre Erzählung aus der Zeit des dreißigjährigen Krieges. 1914.
- Vaterhaus und Vaterland Union, Stuttgart/Berlin/Leipzig 1915. (Kränzchen-Bibliothek; 20) (Volltext (6. Aufl.) staatsbibliothek-berlin.de)
- Im heiligen Kampf. Eine Erzählung für junge Mädchen aus dem Weltkrieg. Mit Illustrationen von Karl Storch. Union, Stuttgart/Berlin/Leipzig 1915. (uni-bielefeld.de)
- Mutter sein. Erzählung. Scherl, Berlin 1918.
- Ein Kränzlein fein … Union, Stuttgart/Berlin/Leipzig 1922. Mit 21 Bildern von Leo Bauer.
- Silke Boisen. Union, Stuttgart/Berlin/Leipzig 1923.
- Die silberne Orgel – eine Geschichte von der Insel Sylt. Thienemann, Stuttgart 1930. Mit 6 farb. Bildern von Ludwig Schwerin.

Kinder- und Jugendbücher:
- Jan Feuerkopf. (Kamerad-Bibliothek; 31) Union, Stuttgart/Berlin/Leipzig 1920. (14. Auflage 1928)
- Im sonnigen Nest Union, Stuttgart/Berlin/Leipzig 1890. (Kränzchen-Bibliothek; 24) (uni-bielefeld.de)
- Eine lustige Gesellschaft – Geschichten von kleinen Leuten. Thienemann, Stuttgart 1916. (uni-bielefeld.de)
- Oll Priem und seine Jungens. (Kamerad-Bibliothek; 24) Union, Stuttgart/Berlin/Leipzig 1916. Nachdruck: Godewind, Wismar 2014, ISBN 978-3-939198-85-7

Romane:
- Im Nervenpavillon. Scherl, Berlin 1921.
- Der neue Geist. Behrend u. Boldt, Rostock 1922.
- Stranddistel. Scherl, Berlin 1923. Neuausgabe: Lexikus Verlag, Bad Kleinen 2021. ISBN 978-3-940206-56-5
- Spatenrecht. Scherl, Berlin 1924.
- Johannistrieb. Engelhorn, Stuttgart 1925 [Oestergaard, Berlin 1936 (RosDok)]
- Sturm in Schmalebek. Scherl, Berlin 1926.
- Hille Hadersen. Hackebeil, Berlin 1926.
- Der Duvenhof. Union, Stuttgart/Berlin/Leipzig 1926. (5. Auflage 1937)
- Hein Hannemann. Eine Geschichte von der Waterkant. Union, Stuttgart/Berlin/Leipzig 1926. mit Bildern von Karl Mühlmeister. Nachdruck: Godewind, Wismar 2009, ISBN 978-3-939198-87-1.
  - Neuausgabe als: Hein Hannemann. Läuschen von de Waterkant. Lexikus Verlag, Bad Kleinen 2021. ISBN 978-3-940206-59-6
- Die Rosentänzer. Engelhorn, Stuttgart 1927 [Oestergaard, Berlin 1933].
- Der Jungflieger. Scherl, Berlin 1927.
- Das lachende Haus. Scherl, Berlin 1927.
- Rund um Redewisch. Scherl, Berlin 1928.
- Ein Welthaus. Scherl, Berlin 1928.
- Das Siebengestirn. Scherl, Berlin 1930.
- Feuer im Eis. Scherl, Berlin 1931.